# Fosa pterigopalatina
En la anatomía humana, la fosa pterigopalatina (fosa esfenopalatina) es una fosa en el cráneo. Un cráneo humano contiene dos fosas pterigopalatinas, una en el lado izquierdo y otra en el lado derecho. Cada fosa es una depresión en forma de cono profunda a la fosa infratemporal y posterior al maxilar a cada lado del cráneo, ubicada entre el proceso pterigoideo y la tuberosidad maxilar cerca del ápice de la órbita. Es el área dentada medial a la fisura pterigomaxilar que conduce al foramen esfenopalatino. Se comunica con las cavidades nasales y orales, la fosa infratemporal, la órbita, la faringe y la fosa craneal media a través de ocho agujeros.

## Estructura

### Límites
Tiene los siguientes límites: 
- anterior: parte superomedial de la superficie infratemporal del maxilar
- posterior: raíz del proceso pterigoideo y adyacente a la superficie anterior del ala mayor del hueso esfenoides
- medial: placa perpendicular del hueso palatino y sus procesos orbitales y esfenoidales
- lateral: fisura pterigomaxilar
- inferior: parte del piso está formado por el proceso piramidal del hueso palatino.

### Pasos
Los siguientes pasos conectan la fosa con otras partes del cráneo: 
| Dirección      | Paso                                   | Conexión                               |
| -------------- | -------------------------------------- | -------------------------------------- |
| Posteriormente | foramen rotundum                       | fosa craneal media                     |
| Posteriormente | canal pterigoideo (vidiano)            | fosa craneal media, foramen lacerum    |
| Posteriormente | canal palatovaginal (faríngeo)         | cavidad nasal / nasofaringe            |
| Anteriormente  | fisura orbitaria inferior              | cavidad orbitaria                      |
| Medialmente    | agujero esfenopalatino                 | cavidad nasal                          |
| Lateralmente   | fisura pterigomaxilar                  | fosa infratemporal                     |
| Inferiormente  | canal palatino mayor (pterigopalatina) | cavidad oral canales palatinos menores |

## Contenido
La fosa pterigopalatina contiene 
- El ganglio pterigopalatino suspendido por las raíces nerviosas del nervio maxilar
- El tercio terminal de la arteria maxilar
- El nervio maxilar (CN V 2, la segunda división del nervio trigémino), con el cual se encuentra el nervio del canal pterigoideo, una combinación del nervio petroso mayor ( parasimpático preganglionar) y el nervio petroso profundo (simpático posganglionar). Para obtener anestesia en bloque de toda la segunda división del nervio trigémino, se puede administrar una inyección intraoral en esta área.

## Imágenes adicionales
|                                                                            |
| Ramas alveolares del nervio maxilar superior y el ganglio pterigopalatino. |

|                                         |
| El ganglio pterigopalatino y sus ramas. |

|                                   |
| Fosa pterigopalatina en un perro. |

|                       |
| Fosa pterigopalatina. |